# Cléopâtre Darleux
Cléopâtre Darleux (Mulhouse, 1989. július 1. –) korábbi olimpiai és világbajnok francia válogatott kézilabdázó, kapus. Pályafutása során a legtöbb időt a Brest Bretagne Handball csapatánál töltötte, visszavonulása előtt pedig a Metz Handball kapusa volt. Tagja volt a 2009-es és a 2011-es világbajnokságon ezüstérmes, és a 2017-es világbajnoki aranyérmes francia válogatottnak is. Illetve 2020-ban tagja volt az Európa-bajnoki ezüstérmes francia válogatottnak is.

## Pályafutása

### Klubcsapatokban
Pályafutását a Strasbourg Pole Espoirban (2003-2004), majd a Besançon Képzési Központban (2005-2006) kezdte, ezt követően szerződtette az Issy les Moulineaux csapata, ahol két szezont töltött el. 2009-ben a Metz Handball játékosa lett, 2010-ben és 2011-ben kupagyőzelmet, 2011-ben pedig bajnoki címet ünnepelhetett csapatával.
A 2011-2012-es szezonban az Arvor 29 csapatával újabb bajnoki elsőséget szerzett és megválasztották a szezon legjobb kapusának is. Az idény végén adminisztratív okok miatt hagyta el az Arvort, majd légiósként folytatta a dán Viborg HK csapatánál, ahol kétéves szerződést írt alá. A dán csapattal Kupagyőztesek Európa-kupáját nyert a 2013-14-es szezonban, a döntőben az orosz Zvezda Zvenyigorod csapatát múlták felül. A hazai porondon is sikeres volt a Viborg, 2013. december 28-án megnyerte a Dán Kupát a Midtjylland ellen (26-21), valamint a bajnoki címet is megszerezték, Darleux pedig mindkét sorozatban remekelt.
2014 nyarán csatlakozott a Nice Handballhoz. Az itt töltött idő alatt többször sérülések akadályozták, de így is hozzá tudott járulni, hogy csapata története során először a 2014-2015-ös szezonban bajnoki döntőbe jusson. 2016 nyarán a Brest Bretagne Handball szerződtette.
A 2017-2018-as szezonban Francia Kupát nyert a Bresttel és megválasztották a francia bajnokság legjobb kapusának valamint játékosának is.
2024 szeptemberében a Metz Handball játékosa lett. A 2024-2025-ös szezont követően befejezete pályafutását.

### A válogatottban
A francia válogatottban 2008-ban mutatkozott be. 2011-ben tagja volt a világbajnoki ezüstérmes csapatnak. A 2012-es londoni olimpián a csoportjában minden mérkőzését megnyerő francia válogatott a negyeddöntőben Montenegrótól kapott ki 23-22-re és végzett az 5. helyen. A 2013-as világbajnokságot követően kikerült a válogatott keretéből, igaz ebben sérülései is közrejátszottak. 2016-ban kapott újra meghívást a nemzeti csapathoz, majd bekerült a világbajnoki címet szerző válogatott keretébe is. A 2021-re halasztott tokiói olimpián aranyérmes lett. A 2022-es Európa-bajnokságon beválasztották az All-Star-csapatba. A 2024-es párizsi olimpián ezüstérmet nyert a francia válogatottal.

## Sikerei, díjai

### Klubcsapat
Viborg HK
- Kupagyőztesek Európa-kupája: 2014
- Dán bajnok: 2014
- Dán kupagyőztes: 2013, 2014

Metz Handball
- Francia bajnok: 2011
- Francia kupagyőztes: 2010

Arvor
- Francia bajnok: 2012

Brest
- Francia bajnok: 2021
- Francia kupagyőztes: 2018, 2021

Egyéni
- A francia bajnokság legjobb játékosa: 2018
- A francia bajnokság legjobb kapusa: 2012, 2018
- Az év legszexibb francia sportolója: 2012[18]